# Roggenbier
Roggenbier é um tipo de cerveja de centeio produzida com até 60% de malte de centeio. O estilo surgiu na Baviera, no sul da Alemanha e é fabricado com o mesmo tipo de fermento das hefeweizen (cervejas de trigo alemãs), resultando em uma secura leve e de sabor picante.

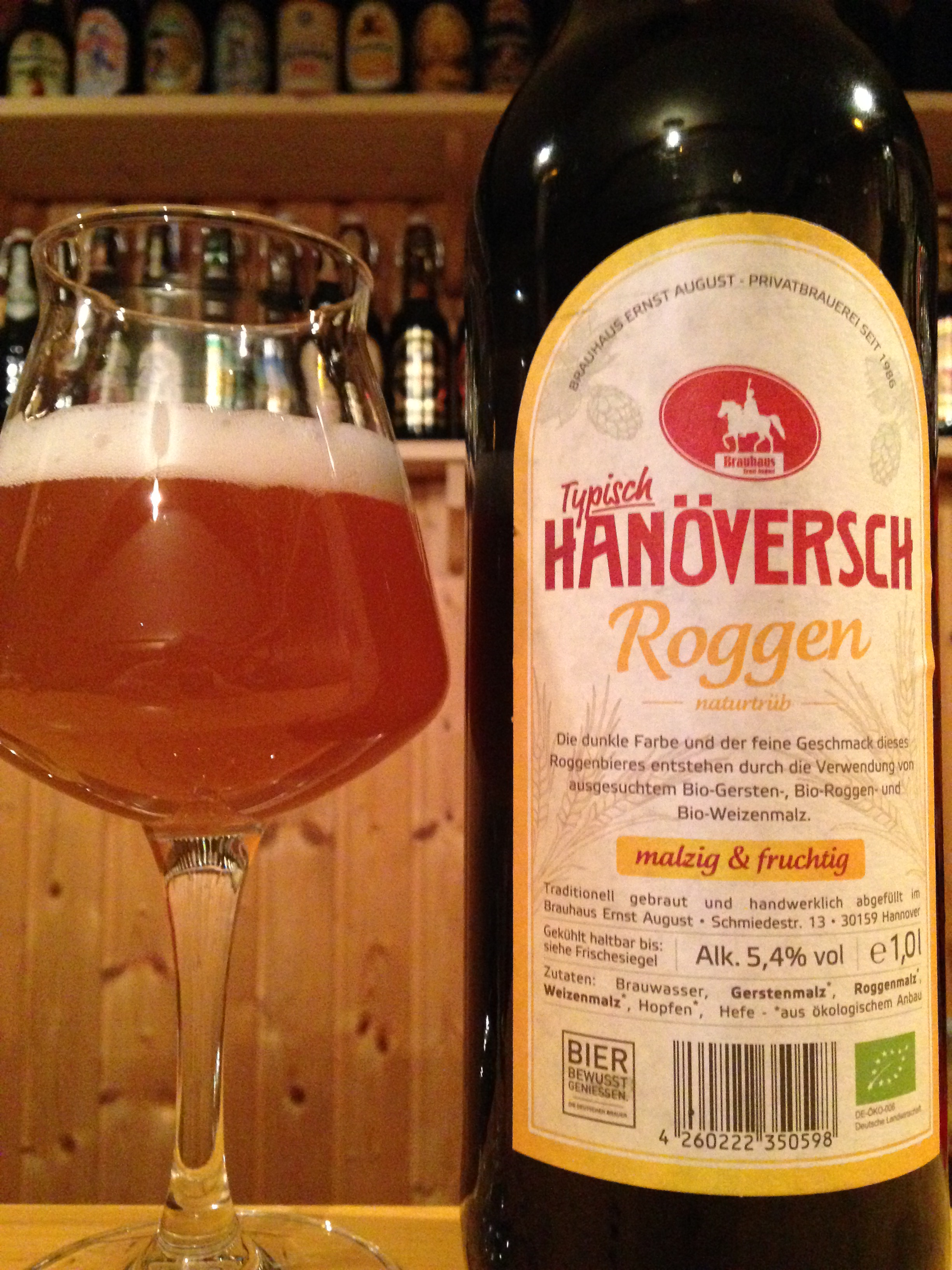

## História
Até o século 15 era comum na Alemanha, especialmente na Baviera, a utilização de malte de centeio em cerveja.[carece de fontes?]
No entanto, após um período de más colheitas, considerou-se que o centeio só seria usado para se fazer pão, (assim, apenas a cevada era reservada para a cerveja, de acordo com o Reinheitsgebot). Assim a Roggenbier praticamente desapareceu há quase quinhentos anos. Em 1988, ele reapareceu na Baviera.
A versão moderna do roggenbier é normalmente de cerca de 5% ABV e é bastante escura. O sabor remete a grãos, muitas vezes terroso. Normalmente, pelo menos 50 por cento dos maltes utilizados para fazer a cerveja são feitas a partir de centeio.